# Luciadag
Luciadag er den 13. december. Lucia kommer af latinske lux (= lys). Sankta Lucia var en italiensk helgeninde, som led martyrdøden og har helgendag den 13. december, som ifølge den julianske kalender i 1300-tallet var regnet som årets korteste dag, altså vintersolhverv.

## Lucia og Lucifer i folketro
I Norden begyndte den egentlige jul med "lussinatt". Julen blev opfattet som årets farligste tid for mennesker og dyr, og med "lussinat" lukkede man op for årets mørkeste og uhyggeligste tid. Lucia blev associeret med djævlenavnet Lucifer og fik dermed træk fra folketroens dæmoniske underverden. "Lussifærden" var et natligt spøgelsesridt, en parallel til julens asgårdsrei. I Norge kaldte man derfor 13. december "Lussi langnat", opkaldt efter den onde Lussi, eller Lussekællingen (Lussekäringen), ridende gennem luften med sit følge, som kunne fare ned gennem skorstenen og røve uartige børn. Lussi kunne også straffe de gårde, hvor man ikke havde forberedt julen, som man skulle.

## Luciaoptog
Traditionen med Luciaoptog er relativt ny og stammer fra 1928, hvor en svensk avis kårede Stockholms Lucia. I dag har hver eneste svenske by sin egen Lucia, som vælges i god tid inden 13. december. Den udvalgte køres i kortege til Skansen i Stockholm, og besøger desuden Italien og Siracusa, hvor den oprindelige Lucia kom fra.
Svenskerne har fejret Lucia-natten, eller Lusse-natten, som de kalder den, siden 1600-1700-tallet. Det gælder især i den vestlige del af landet, hvor traditionen byder, at gårdens unge piger vækker alle med kaffe og de specielle lussekatter, som er safransboller, i den kulsorte, tidlige morgenstund.
Svenskerne har et væld af Lucia-sange og -viser, hvorimod danskerne kun kender en enkelt, der oprindelig handler om lokaliteten Lucia syd for Napoli. Indledningen lyder "Sul mare luccica..."
I Danmark var det første Lucia-optog på Th. Langs-skolerne i Silkeborg i 1943. Optoget blev fotograferet af den lokale fotograf Johs. Jensen der noterede det i sin protokol. At man på den måde importerede en svensk tradition til Danmark, var typisk for tiden under besættelsen.
Sidenhen er det blevet en fast del af de fleste danske skolers julefest. I Sverige er Lucia-firandet (= fejringen) derimod adskilt fra julen.